# افعی کوهی ایرانی

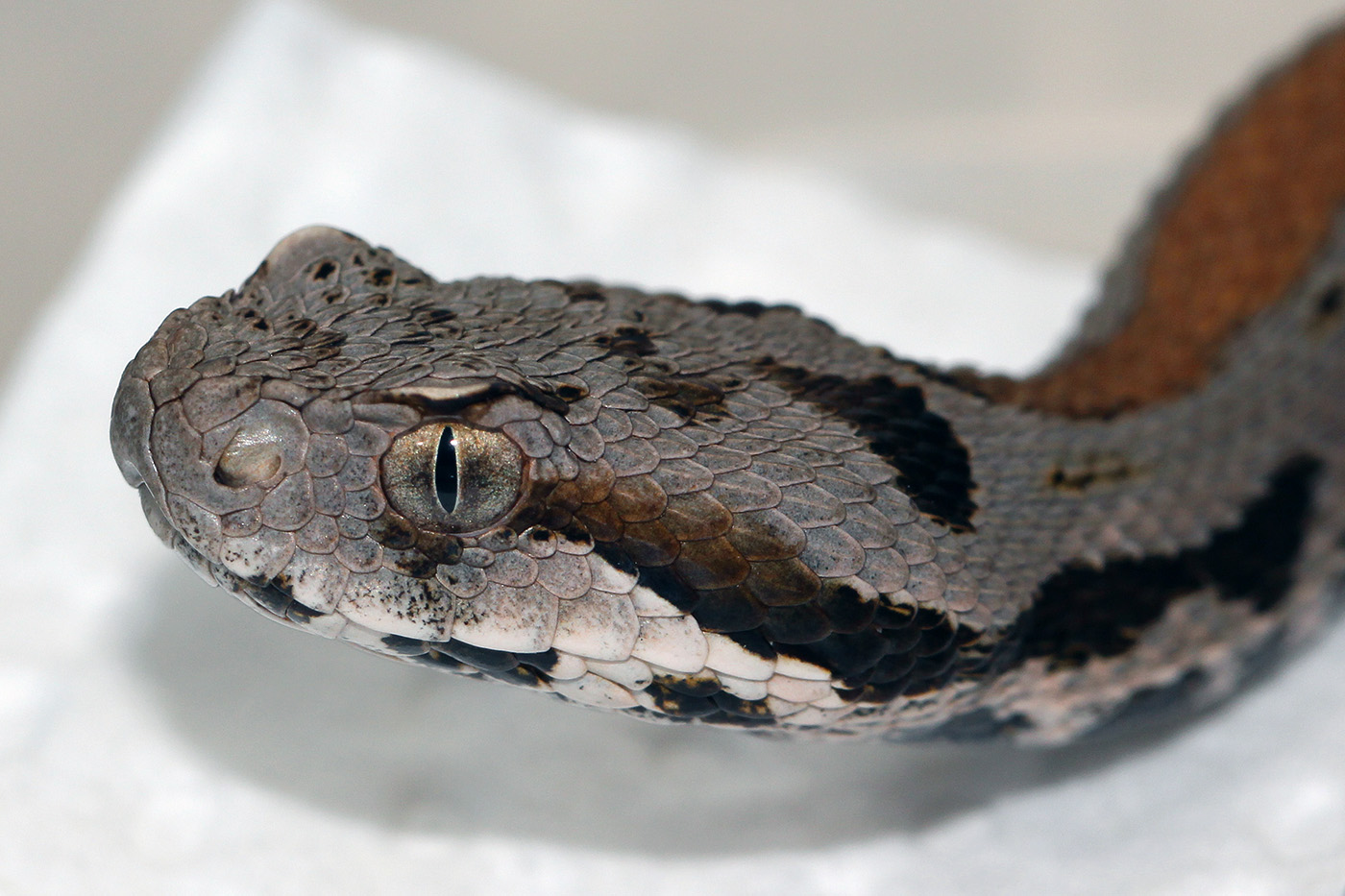

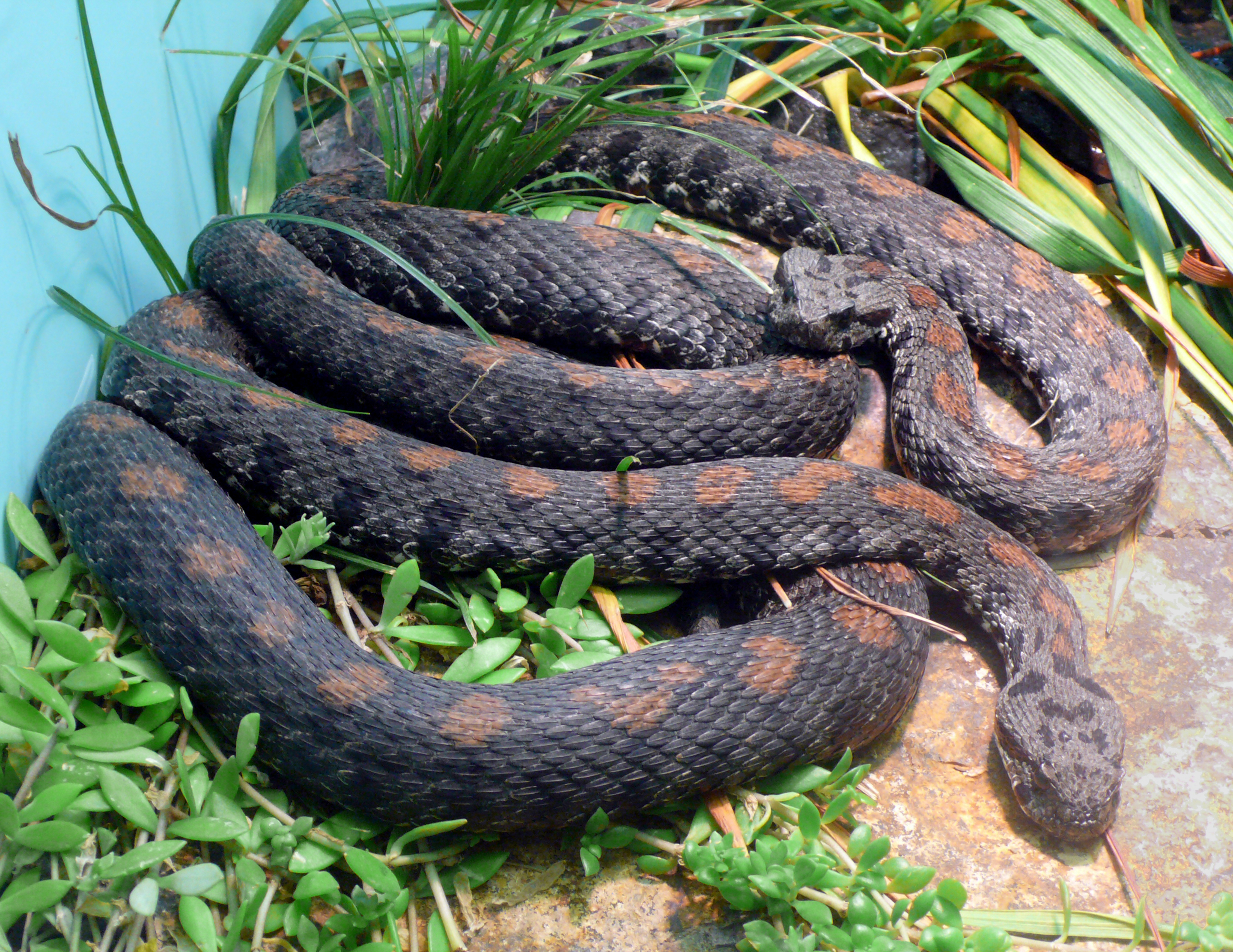

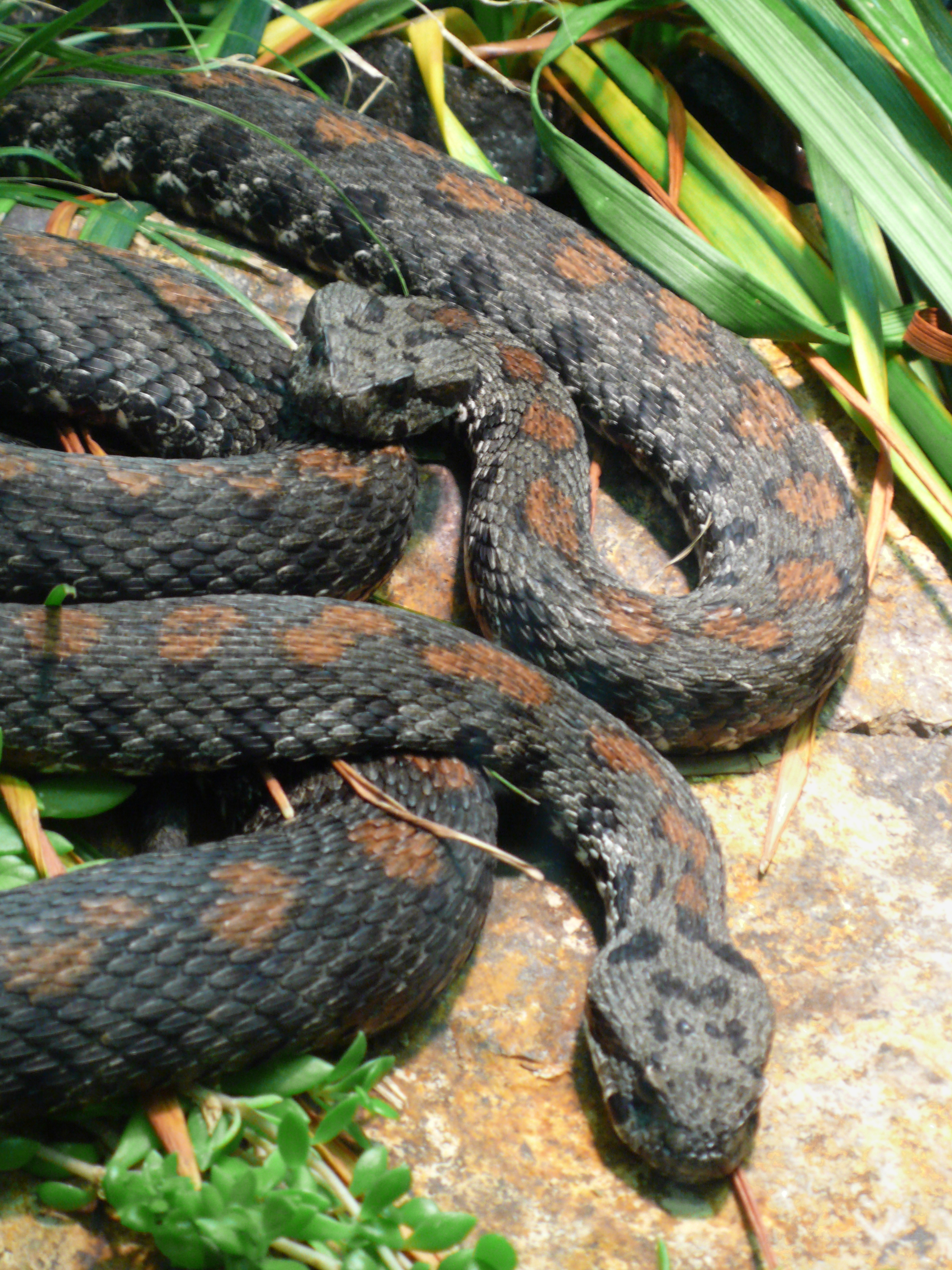

افعی کوهی ایرانی با نام مونته ویپیرا دری آلبیکونیتا(نام علمی: Montivipera raddei albicornuta) نام یک گونه از تیره گرزه‌ماران است.این گونه بیشتر به نام افعی زنجانی شناخته میشود.
که حداکثر تا طول کل 66 سانتی متر (26 اینچ) رشد می کند.
از سر نسبتا کوچک و کشیده ای برخوردار است و به طور متمایزی با قطر گردن متفاوت است.
وجه تمایز این گونه با سایر گونه ها در ناحیه سوپراکولارها supraoculars می باشد که با یک ردیف فلس کوچک بلند شده در ناحیه بالایی چشم است.

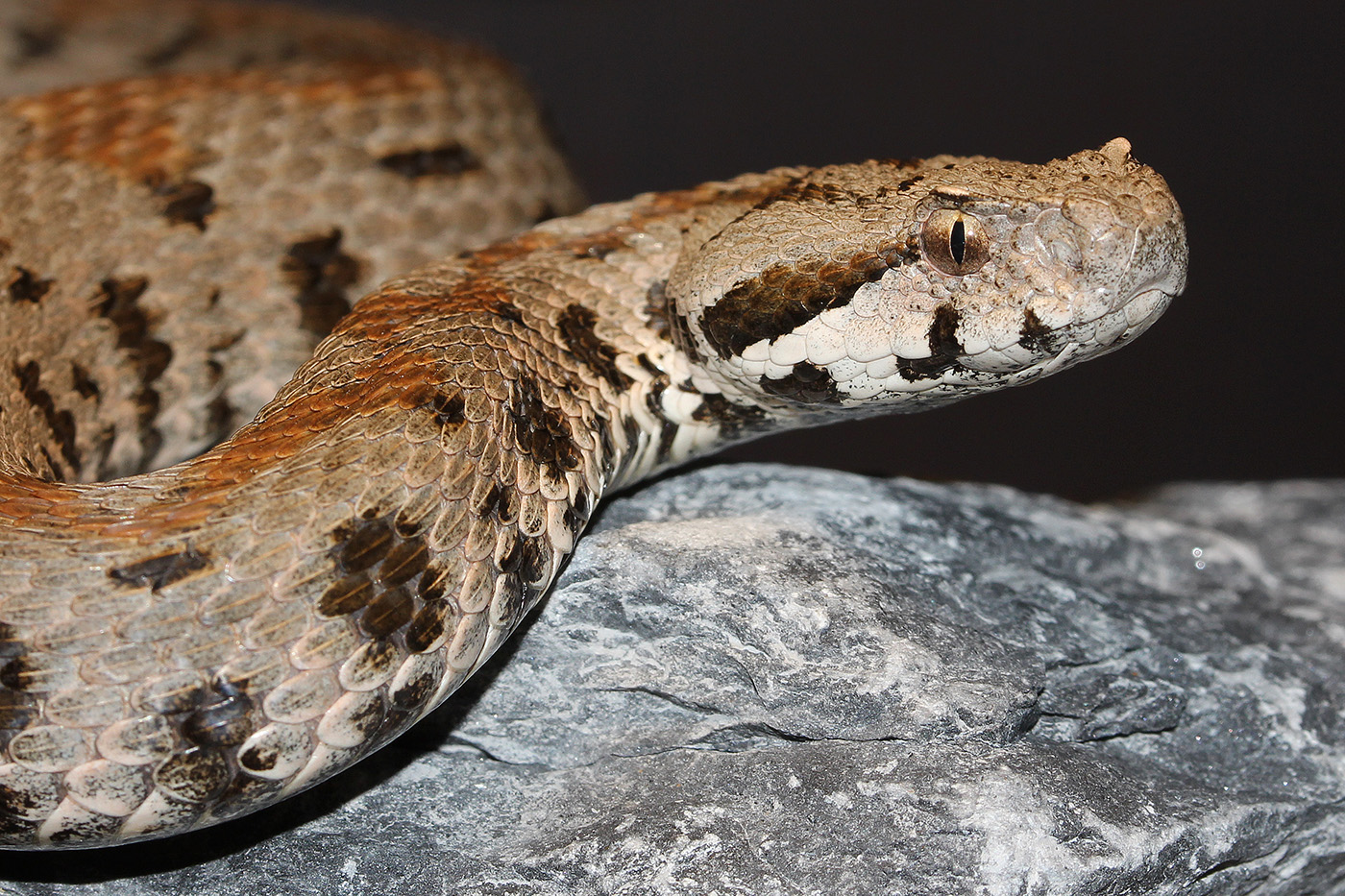

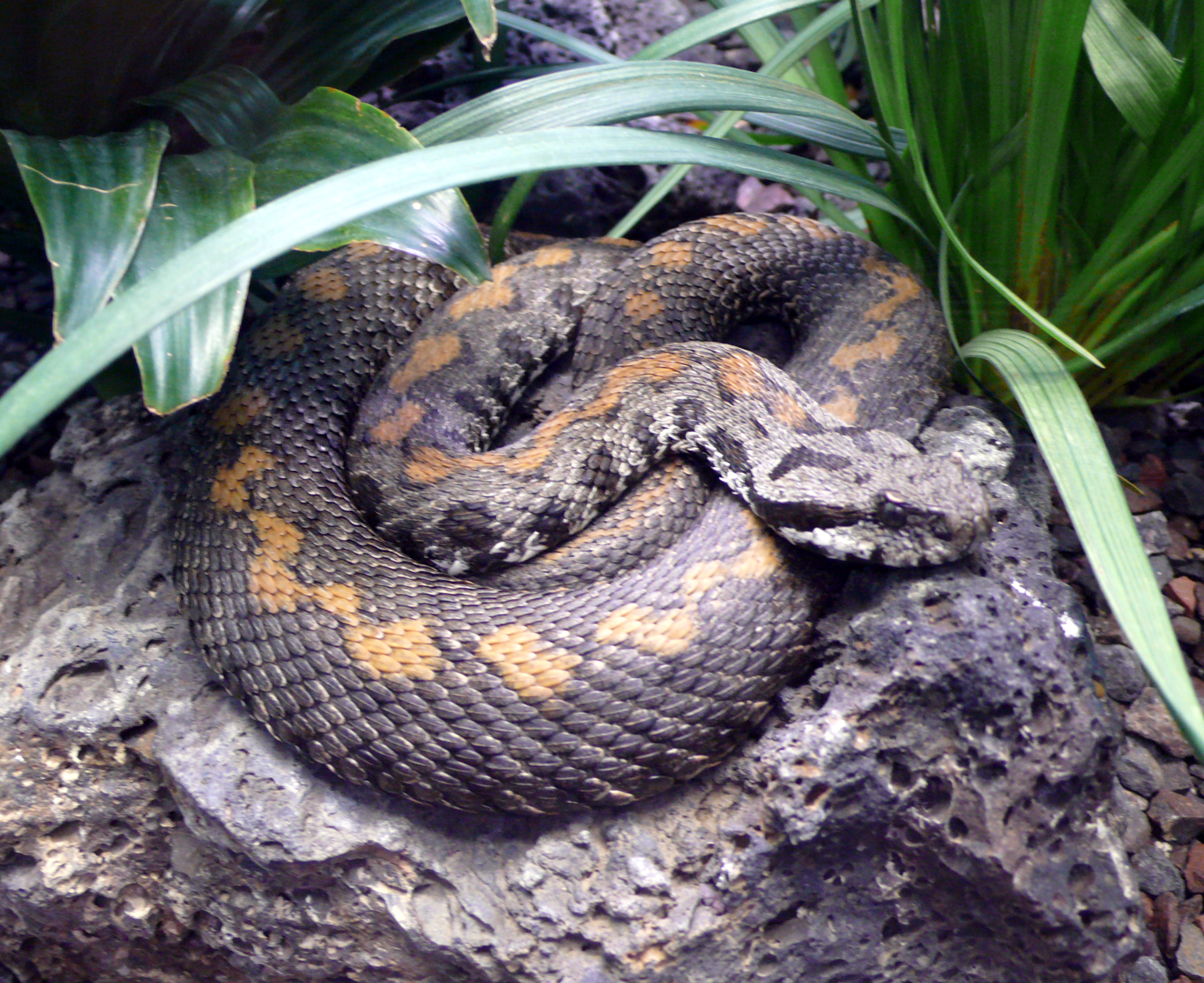

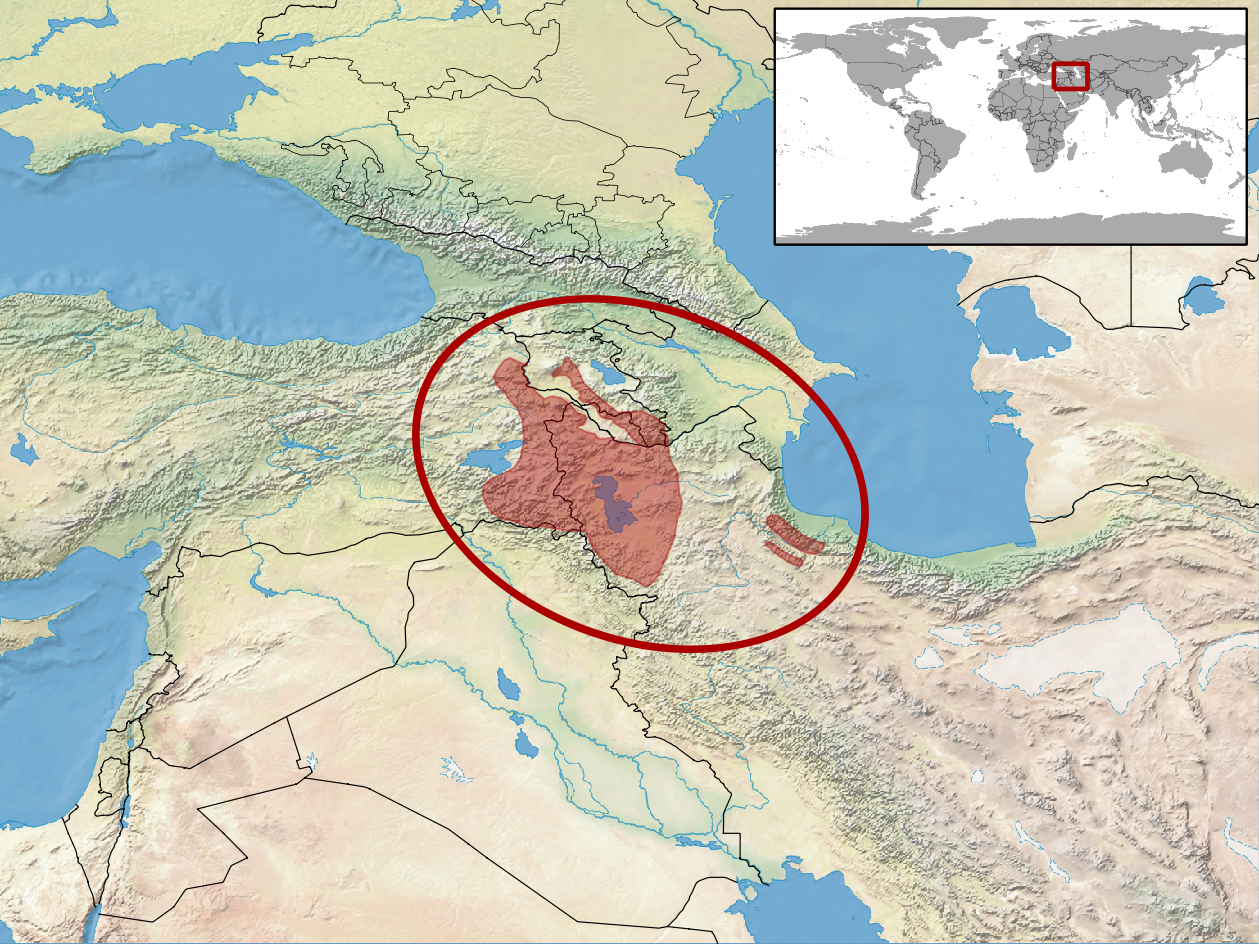